# La strada per la felicità
La strada per la felicità (Wege zum Glück) è una soap opera tedesca, trasmessa dal 6 ottobre 2005 al 24 febbraio 2009 in Germania sul canale ZDF, oltre che in Austria su ORF 2 e in Svizzera su SF 1. I produttori della soap opera sono gli stessi di Bianca, la prima telenovela tedesca. Finita la storia di Bianca, è iniziata quella di Julia.
La soap, inizialmente conosciuta come Julia - La strada per la felicità (Julia - Wege zum Glück), ha cambiato titolo in seguito all'avvento di una nuova protagonista, Nina, a partire dalla puntata 307.
In Germania, il 24 febbraio 2009, con la puntata 789, si è conclusa la quarta stagione della soap opera.
La sigla iniziale è il ritornello della canzone First Day of My Life, della cantante inglese Melanie C (ex membro delle Spice Girls).
Il 31 gennaio 2012 viene annunciato l'inizio delle riprese del seguito di questa serie, pur non avendo alcun personaggio in comune, che viene poi messa in onda in Germania dal 7 maggio 2012, con il nome di Wege zum Glück - Spuren im Sand che, tradotto, vorrebbe dire "La strada per la felicità - Orme nella sabbia".

## Puntate
Le quattro stagioni della soap sono state trasmesse in Germania tra il 2005 e il 2009; la quinta (Wege zum Glück - Spuren im Sand) va in onda dal 7 maggio 2012.
| Stagione         | Puntate | Prima TV originale | Prima TV Italia |
| ---------------- | ------- | ------------------ | --------------- |
| Prima stagione   | 250     | 2005-2006          | 2007-2010       |
| Seconda stagione | 250     | 2006-2007          | 2010-2011       |
| Terza stagione   | 203     | 2007-2008          | 2011-2012       |
| Quarta stagione  | 86      | 2008-2009          | 2012            |

## Distribuzione
In Italia Julia ha debuttato su Rai 1 nel giugno 2007, per poi essere spostata su Rai 3 dal 24 febbraio 2010 a partire dalla puntata numero 101. Tra il 2010 e il 2011 Rai 3 ha trasmesso la seconda stagione e in seguito la terza, quest'ultima dal 7 ottobre 2011 al 3 agosto 2012. Dal 3 agosto al 14 agosto 2012 va in onda una ministagione senza protagonisti, e viene ancora trasmessa la vecchia sigla. La quarta ed ultima stagione è iniziata in Italia il 16 agosto 2012.
Il 5 dicembre 2012 in Italia finisce la serie. Dal 6 dicembre 2012 al posto de La strada della felicità viene trasmessa una nuova serie intitolata Lena - Amore della mia vita. Dal 17 dicembre 2012, La strada per la felicità approda in replica (dalla puntata 351 in poi) nel mattino di Rai 2 alle ore 6 circa. Dall'8 aprile al 10 maggio 2013 Rai Premium colloca la serie in preserale (ore 19.30, dal lunedì al venerdì), riproponendo alcuni episodi dalla seconda stagione.

## Trama

### Prima stagione
Julia Schilling, giovane tedesca, vive con sua madre Christa, e lavora come guida nei safari organizzati dal villaggio turistico di Frederik Gravenberg. Quest'ultimo è un discendente di un'antica famiglia di imprenditori tedeschi, che possiede da diverse generazioni una fabbrica di porcellane a Falkental, piccola città della Germania circondata da splendidi paesaggi naturali. Qui l'azienda viene guidata dall'anziano Werner Gravenberg, padre di Frederik, in collaborazione con gli altri componenti della famiglia: Daniel, figlio del defunto fratello maggiore di Frederik, Philipp; Annabelle, vedova di Philipp e madre di Daniel; e Patrizia, figlia di Philipp ed Annabelle, e sorella di Daniel. Daniel va a far visita a suo zio in Sudafrica; qui partecipa ad un safari, nel corso del quale si innamora di Julia. Improvvisamente, per problemi legati a sua madre Christa, Julia si deve trasferire a Falkental. Madre e figlia vengono ospitate da Tobias Becker, l'ex fidanzato di Christa. Julia trova lavoro nella stessa azienda di Daniel. Quando viene a sapere che anche Daniel abita a Falkental, Julia gioisce e si rimette insieme a lui. Col passare del tempo, però, i due giovani si accorgono di non essere felici a Falkental, a causa dell'ostilità dei loro familiari verso il loro amore. Decidono perciò di lasciare per sempre la Germania e di ritornare in Sudafrica, dove si erano conosciuti e innamorati. Da questo momento una serie di eventi e di rapporti difficili complicherà il loro cammino verso il matrimonio. Un sentimento contrastato da intrighi, menzogne, l'assassinio di Werner e il tentato omicidio dell'ex fidanzata di Daniel, Marie Vermont, entrambi ad opera di Annabelle; un'avventura che coinvolge tanti personaggi, una storia d'amore che avrà il suo lieto fine.

### Seconda stagione
Nina Bergmann è una fotoreporter, sposata con il collega Max Van Weyden, con cui ha avuto una figlia, la piccola Paula. Max scompare misteriosamente durante un reportage in un paese sudamericano, sconvolto dalla guerra civile. Nina affida Paula a suo nonno Richard, padre di Max, e parte dalla Germania in cerca del marito, ma dopo un lungo viaggio in Sud America lo crede morto. Tornata a casa, si rende conto che Richard non ha nessuna intenzione di affidarle Paula. Perciò scappa con la figlia lontano dal suocero e da Viktoria Van Weyden, sorella di Max, donna affascinante, ma perfida e viziata. Persone fredde e gelide i Van Weyden, affaristi senza scrupoli e titolari di una holding che ingloba aziende in tutto il mondo. Per il gruppo Van Weyden lavora l'avvocato Hagen Ritter, legato sentimentalmente a Viktoria. Richard fa di tutto pur di ritrovare Paula; così Nina si reca a Falkental dalla zia Birgit Hertel, ospite, a sua volta, di Tobias Becker, padre putativo di Julia Gravenberg. Nina incontra, sempre a Falkental, Ben Petersen, fratellastro di Julia, e pian piano i due cominciano ad amarsi. Annabelle, esclusa dai Gravenberg, sposa Richard, e diventa, così, una Van Weyden a tutti gli effetti. Richard, come regalo di nozze, acquista il 38% delle azioni della Falkental Porcellane: con il 15% lasciatole in eredità da Werner, Annabelle diventa la nuova azionista di maggioranza, spodestando il cognato Frederik Gravenberg. Viktoria è sempre più gelosa nei confronti di Annabelle, poiché quest'ultima ha una grande influenza sul padre. Inoltre, la ragazza viene a sapere da Frederik che Annabelle è una donna senza scrupoli, probabile assassina di Werner. Viktoria è pronta a tutto pur di convincere Richard a divorziare dalla sua sesta moglie, ma l'impresa non è per niente facile. L'amore tra Nina e Ben deve superare numerosi ostacoli. Dopo una lotta tra Nina e Richard per l'affidamento di Paula, il ritorno di Max in città, la relazione e il matrimonio tra Ben ed Elsa, il rapimento di Nina da parte di Max, la cecità di Elsa e un terremoto che causa la sepoltura di Nina sotto una vecchia chiesa, i due possono sposarsi e andare a vivere ai Caraibi con Paula.

### Terza stagione
Un vecchio scatolone dei ricordi di Werner Gravenberg nasconde un segreto relativo ad un'adozione. Le sorellastre Luisa e Nora Maywald giungono a Falkental per aiutare la governante Eva a risolvere questo mistero. Mentre Luisa s'impegna per scoprire l'identità dei genitori di Nora, quest'ultima s'insedia a Villa Van Weyden. Il carattere burbero ed arrivista di Nora non tarda a venir fuori. Luisa, invece, umile, buona ed altruista, comincia a lavorare come cameriera presso la villa, allo scopo di mettere da parte un po' di soldi per realizzare il suo grande sogno: aprire un hotel di sua proprietà. La giovane affida il suo destino ad un portafortuna: un portachiavi di una camera d'albergo con su impresso un nontiscordardimé. Il ciondolo, inavvertitamente, viene smarrito da Luisa e finisce nelle mani di Simon Becker, nipote di Tobias, che fa di esso un oggetto d'ispirazione. Simon è un ragazzo determinato e sognatore con una grande passione per l'arte. Mentre Luisa va alla ricerca del principe azzurro, Simon desidera trovare la sua musa ispiratrice, ovvero la donna proprietaria del portachiavi. Il primo incontro tra i due giovani si rivela magico, ma un po' 'catastrofico' per via di un involontario incidente. L'aura magica che avvolge la storia d'amore tra Luisa e Simon viene tormentata dall'influenza negativa di Nora, infatuata del giovane Becker. La giovane donna, inoltre, scopre di essere figlia di Annabelle, la quale le confessa che lei è frutto di uno stupro da parte di Werner Gravenberg, quando in realtà il suo vero padre è Richard Van Weyden e quindi sorella di Lizzy, di Max e dell'ormai defunta Viktoria. Nora fa di tutto per separare Luisa da Simon facendo tornare a Falkental il suo ex fidanzato, per far ingelosire il Becker. Investe poi il padre del ragazzo e fa ricadere la colpa su Luisa tramite una foto falsificata. Non contenta, fa finire Simon in prigione e ricatta la sorellastra costringendola a sposare Henning. Dopo aver fatto credere che Luisa lo abbia tradito, Simon va a letto con Nora mettendola incinta. Nel frattempo, muoiono anche Helena Bernstein, la prima moglie di Richard e Harald Becker, il padre di Simon. Dopo anche un incidente nel bosco e un'operazione delicata al Becker, lui e Luisa potranno sposarsi trasferendosi in seguito in Nuova Zelanda. Annabelle, dopo la morte di Viktoria viene arrestata, e Hagen Ritter, il marito della defunta desideroso di vendetta, cerca di fare di tutto affinché la dark lady venga condannata, arrivando a nascondere una lettera d'addio della moglie dove quest'ultima confessava di essersi procurata il veleno per uccidere Annabelle. Purtroppo, la lettera viene scoperta dall'avvocato Sophie Nowak, che la presenta come prova in tribunale, e grazie alla falsa testimonianza di Nora, Annabelle viene scagionata e fa uccidere Helena Bernstein.

### Ministagione senza protagonisti
Subito dopo il matrimonio, Annabelle Gravenberg si presenta in catene davanti alla villa (lei stessa è stata arrestata dalla polizia) avvertendo la figlia Nora Van Weyden di non aver scritto tutto nella sua confessione che l'ha fatta arrestare: aveva dimenticato di aver testimoniato il falso nel processo della morte di Viktoria Van Weyden. Nora si confida con l'avvocato Sophie Nowak, nel quale afferma di aver anche ucciso il fidanzato Holger e di aver colpito Hagen Ritter alla testa: Sophie dice di non parlarne al processo che si terrà il giorno seguente, altrimenti, salterà il processo per l'omicidio di Helena Bernstein. Nora, invece, dice di aver testimoniato il falso davanti alla corte e a suo padre. Il giorno seguente, Nora spiega tutto al padre Richard Van Weyden e quest'ultimo decide di testimoniare per lei. Proprio nel momento in cui Annabelle è sul banco dei testimoni, ritorna suo cognato Frederik Gravenberg, che testimonia contro di lei. La stessa cosa farà anche Jan Delbrück, l'ex commissario da lei corrotto per l'omicidio di Helena Bernstein. Tutte le testimonianze riescono a farle confessare tutte le sue colpe, ma, durante il trasferimento dal tribunale al carcere Nora si sente male, Annabelle chiede aiuto. Quindi approfittando della distrazione, colpisce un poliziotto e ne ferisce uno, nel frattempo Nora è svenuta e al suo risveglio tra le mani trova la pistola con cui sua madre ha ferito il poliziotto. Annabelle scappa in Libia e tutta la colpa ricade sulla stessa Nora. Tra Germania e Libia non c'è nessun contatto, nessuna ambasciata: Annabelle ha vinto.

### Quarta stagione
Nora Van Weyden fugge dal carcere-ospedale, dove aveva abortito, per recarsi ad Amburgo, dove trova Alexander Wagner. Dopo un flirt con lui, Nora decide di costituirsi alla polizia dove sconta sei lunghi anni. I Becker riescono a riavere la formula della Beckerite firmando il contratto che Harald Becker stava stipulando con Richard Van Weyden prima di morire. Dopo i sei anni di carcere, Nora decide di avere una vita indipendente e trova lavoro da Lanzino. La vita difficile, lo sfratto e il padre che non la perdona, la costringono a ritornare ad Amburgo, dove ritrova Lieselotte, la padrona della pensione in cui avevano dormito sei anni prima, il comandante della nave in cui si erano conosciuti e lo stesso Alexander. Costui chiederà a Nora di sposarlo ma il tutto cambia quando la donna rivela il suo cognome, Van Weyden, perché Alexander sa di essere figlio di Richard e quindi fratello dell'amore della sua vita, Nora. La verità però è un'altra: i due non sono fratelli perché Alexander non è un Van Weyden. A scoprire la verità ci pensa Annabelle che ricompare dal nulla e chiede a Nora di fuggire con lei, ma questa non accetta e grazie all'aiuto di Frederik e Richard riesce ad incastrare la madre, fingendo di voler fuggire insieme a lei per poi fermarsi nei pressi di un ponte dove Annabelle minaccia la figlia con una pistola. I proiettili però erano già stati tolti da Nora. Non avendo via di scampo, scavalca la ringhiera e, non appena tende un braccio verso la figlia, precipita nel vuoto, sotto gli occhi dei suoi nemici di sempre e della figlia.
Dopo la morte di Annabelle, Alexander chiama l'ex fidanzata, Jessica Fuchs, perché lui e Nora credono di essere fratelli. La Fuchs, dopo essere stata respinta dallo stesso Alex, va a letto con Michael Adam; Jessica infatti aspetta un figlio dallo stesso Adam, ma, per riprendere la relazione con Alexander gli fa credere che è lui il padre. Michael, geloso di Frederik, si ubriaca e brucia il giornale con la sua foto assieme a Frederik. Jessica, stanca di essere ricattata da Michael, lo spinge facendogli perdere i sensi; la candela con cui Michael ha bruciato il giornale cade nel cesto della carta, facendo incendiare la Falkental Porcellane. Michael viene salvato da Nora e decide di prendersi la colpa dell'incendio. Nel frattempo, Nora scopre che il figlio di Jessica non è di Alexander, ma di Michael: scopre anche dell'incendio all'azienda. Pochi giorni dopo, Jessica si sente male e perde il bambino, ma non dice niente a Alexander: Nora, viene anche a sapere che lei e Alex non sono fratelli. Jessica lo ha sempre saputo, e ne ha approfittato per riprendere la relazione con Alex. Dopo una lite con Jessica, Nora va via infuriata; la stessa Jessica viene trovata per terra. Alex, che ha saputo che Jessica ha perso il bambino a causa di Nora, si allontana da lei e dalla madre, che per anni ha mentito. Judith, dopo essere cacciata da Villa Van Weyden dallo stesso Richard, cerca di suicidarsi, ma Nora riesce a salvarla. Successivamente, Alexander, dopo aver saputo del tentato suicidio, fa pace con la madre e con Nora. Jessica, il giorno del matrimonio di Alexander e Nora, rapisce quest'ultima e la rinchiude nel passaggio segreto della Villa attendendo che della sabbia da lei predisposta la seppellisca viva. Ma Alexander non si arrende e convince Jessica a dire dove si trova Nora. I due riescono a salvarla e finalmente potranno sposarsi.

## Personaggi e interpreti

### Personaggi principali
- Julia Schilling coniugata Gravenberg (puntate 1-249, 266-303, 734-737), interpretata da Susanne Gärtner, doppiata da Selvaggia Quattrini.
Moglie di Daniel Gravenberg, figlia di Christa Schilling, sorella di Ben Petersen, cognata di Patrizia Gravenberg, Nora Wagner e Nina Petersen, nuora di Philipp e Annabelle Gravenberg.
- Daniel Gravenberg (puntate 1-217, 233-249, 266-303, 734-737), interpretato da Roman Rossa, doppiato da Gabriele Trentalance.
Marito di Julia, figlio di Philipp e Annabelle Gravenberg, fratello di Patrizia Gravenberg e Nora Wagner, nipote di Werner e Frederik Gravenberg, genero di Christa Schilling, cognato di Ben e Nina Petersen.
- Nina Bergmann; coniugata Petersen, divorziata Van Weyden (puntate 215-500), interpretata da Gisa Zach, doppiata da Ilaria Latini.
Madre di Paula Bergmann, moglie di Ben Petersen ed ex moglie di Max Van Weyden, nipote di Birgit Hertel, ex nuora di Richard ed Helena Van Weyden, ex cognata di Viktoria e Lizzy Van Weyden e di Nora Wagner e cognata di Julia Gravenberg e Meike Becker. Fotografa professionista.
- Ben Petersen (puntate 239-500), interpretato da Hubertus Grimm, doppiato da Stefano Crescentini.
Marito di Nina Petersen, fratello di Julia Gravenberg e Meike Becker, cognato di Daniel Gravenberg e Sebastian Becker. Ex marito di Elsa Landmann e Tatjana Petersen.
- Luisa Maywald coniugata Becker, divorziata Reichenbach (puntate 469-703, 789), interpretata da Susanne Berckhemer, doppiata da Rachele Paolelli.
Moglie di Simon Becker, sorella adottiva di Nora Wagner, ex moglie di Henning Reichenbach, cognata di Constanze e Sebastian Becker e nuora di Harald e Marianne Becker. Ex dipendente dell'Hotel Residenz Landhof e di Villa Van Weyden, ex direttrice della Fondazione Harald Becker e attuale comproprietaria dell'Hotel Il cervo d'oro.
- Simon Becker (puntate 474-703, 789), interpretato da David Kramer, doppiato da Emiliano Coltorti.
Marito di Luisa Becker, cognato di Nora Wagner, figlio di Harald e Marianne Becker, fratello di Sebastian e Constanze Becker, nipote di Tobias Becker, cugino di Niko Becker e di Lilly Gerlach. Ex designer della Falkental Porcellane e attuale comproprietario dell'Hotel Il cervo d'oro.
- Nora Van Weyden; coniugata Wagner, adottata Maywald (puntate 469-789), interpretata da Anja Boche, doppiata da Alessia Amendola.
Moglie di Alexander Wagner, figlia di Richard Van Weyden e Annabelle Gravenberg, sorella di Luisa Becker, di Viktoria, Max e Lizzy Van Weyden e di Daniel e Patrizia Gravenberg. Ex dipendente dell'Hotel Residenz Landhof, ex cameriera presso il ristorante di lusso Lanzino, azionista di maggioranza della Falkental Porcellane.
- Alexander Wagner (puntate 711-789), interpretato da Timo Hübsch, doppiato da Christian Iansante.
Marito di Nora Wagner, figlio di Judith Wagner.
- Annabelle Gravenberg; nata Krüger, divorziata Van Weyden † (puntate 1-215, 249-580, 602-679, 692-708, 725, 728-732, 734), interpretata da Isa Jank, doppiata da Alessandra Cassioli.
Madre di Daniel, Patrizia Gravenberg e Nora Wagner, vedova di Philipp Gravenberg, ex moglie di Richard Van Weyden, nuora di Werner, cognata di Frederik, suocera di Julia Gravenberg. Ex azionista di maggioranza della Falkental Porcellane.
- Richard Van Weyden (puntate 232-789), interpretato da Peter Zimmermann, doppiato da Sergio Di Stefano (puntate 232-350) e da Rodolfo Bianchi (puntate 351-789).
Fidanzato ed ex marito di Judith Wagner, vedovo di Helena Van Weyden, padre di Max, Viktoria e Lizzy Van Weyden e di Nora Wagner, ex marito di Annabelle Gravenberg, nonno di Paula Bergmann, ex suocero di Nina Petersen e di Hagen Ritter, suocero di Alexander Wagner. Dirigente del gruppo Van Weyden.*
- Judith Wagner (puntate 710-789), interpretata da Marijam Agischewa, doppiata da Roberta Pellini.
Madre di Alexander Wagner, fidanzata ed ex moglie di Richard Van Weyden.

### Personaggi secondari
- Frederik Gravenberg (puntate 1-270, 705-789), interpretato da Holger Christian Gotha, doppiato da Franco Mannella.
Figlio di Werner Gravenberg, fratello di Philipp Gravenberg, zio di Daniel e Patrizia Gravenberg e cognato di Annabelle Gravenberg. Ex fidanzato di Julia Gravenberg e marito di Sophie Gravenberg.
- Patrizia Gravenberg (puntate 1-328, 355, 735-736), interpretata da Lucie Muhr, doppiata da Monica Ward.
Figlia di Philipp e Annabelle Gravenberg, sorella di Daniel Gravenberg e Nora Wagner, nipote di Werner e Frederik, cognata di Julia Gravenberg, ex fidanzata di Niko Becker. Azionista della Falkental Porcellane e designer dei Magazzini Vermont.
- Werner Gravenberg † (puntate 1-131, 137, 171-178), interpretato da Friedhelm Ptok, doppiato da Dario De Grassi.
Padre di Philipp e Frederik, vedovo di Charlotte, nonno di Daniel e Patrizia Gravenberg, suocero di Annabelle Gravenberg. Ex dirigente della Falkental Porcellane.
- Viktoria Van Weyden † (puntata 222-495, 500), interpretata da Mareile Bettina Moeller, doppiata da Alessandra Korompay.
Fidanzata ed ex moglie di Hagen Ritter, figlia di Richard ed Helena Van Weyden, sorella di Max e Lizzy Van Weyden e di Nora Wagner, zia di Paula Bergmann, ex cognata di Nina Petersen e cognata di Elsa Ritter.
- Hagen Ritter (puntata 245-633), interpretato da Jens-Peter Nünemann, doppiato da Roberto Certomà.
Fidanzato ed ex marito di Viktoria Van Weyden, fratello di Elsa Ritter, genero di Richard ed Helena Van Weyden, cognato di Max e Lizzy Van Weyden e di Nora Wagner, zio di Theo Landmann. Ex legale del gruppo Van Weyden. Avvocato in uno studio legale a Sydney. Ex fidanzato di Sophie Gravenberg.
- Helena Bernstein coniugata Van Weyden † (puntate 340-388, 408-612), interpretata da Silke Matthias, doppiata da Antonella Giannini.
Madre di Max e Viktoria Van Weyden, moglie di Richard Van Weyden, nonna di Paula Bergmann, ex suocera di Nina Petersen. Dirigente del gruppo Royal Saphire.
- Maximilian "Max" Van Weyden (puntate 341-442), interpretato da Jost Pieper, doppiato da Niseem Onorato (puntate 341-350) e da Marco Vivio (puntate 351-442).
Padre di Paula Bergmann, ex marito di Nina Petersen, figlio di Richard ed Helena Van Weyden, fratello di Viktoria e Lizzy Van Weyden e di Nora Wagner.
- Sophie Nowak coniugata Gravenberg (puntate 517-789), interpretata da Katrin Griesser, doppiata da Sabrina Duranti.
Moglie di Frederik Gravenberg, sorella di Tom Nowak. Legale della famiglia Van Weyden. Ex fidanzata di Hagen Ritter e di Michael Adam.
- Henning Reichenbach (puntata 509-713), interpretato da Markus Baumeister, doppiato da Giorgio Borghetti.
Ex marito di Luisa Becker, nipote di Richard ed Helena Van Weyden, cugino di Max, Viktoria e Lizzy Van Weyden e di Nora Wagner. Rappresentante del gruppo Royal Saphire e amministratore delegato della Falkental Porcellane.
- Jessica Fuchs (puntate 741-788), interpretata da Christina Athenstädt, doppiata da Antonella Baldini.
Ex fidanzata di Alexander Wagner e capo designer presso la "Falkental Porcellane".
- Michael Adam (puntata 712-784), interpretato da Steven Merting, doppiato da Alessandro Rigotti.
Nipote di Ludwig Adam. Legale della famiglia Becker per la questione della Beckerite. Ex fidanzato di Sophie Nowak.
- Christa Schilling (puntate 1-120, 237-250), interpretata da Susanne Häusler, doppiata da Antonella Rinaldi.
Madre di Julia Gravenberg, suocera di Daniel Gravenberg.
- Marie Vermont (puntate 46-216), interpretata da Sonja Baum, doppiata da Laura Lenghi.
Sorella di Charlotte Vermont. Azionista di maggioranza dei Magazzini Vermont. Ex fidanzata di Daniel Gravenberg.
- Katy Wellinghoff (puntate 178-211), interpretata da Nicola Ransom, doppiata da Laura Romano.
Cugina di Bianca, vedova di Pascal Wellinghoff. Falsa nipote di Annabelle Gravenberg.
- Eva Landmann (puntata 1-789), interpretata da Karin Ugowski, doppiata da Serena Spaziani.
Madre di Konrad, nonna di Erik e Theo Landmann e suocera di Elsa Landmann. Dipendente di Villa Van Weyden.
- Ludwig Adam (puntata 547-789), interpretato da Hans-Jochen Röhrig, doppiato da Mino Caprio.
Ex responsabile dell'Hotel Il cervo d'oro, dipendente di Villa Van Weyden.
- Tobias Becker (puntata 1-738, 789), interpretato da Ralph Schicha, doppiato da Edoardo Nordio.
Padre di Niko Becker e di Lilly Gerlach, nonno di Nikki Gerlach, suocero di Tim Gerlach, cognato e fidanzato di Marianne Becker, zio di Simon, Constanze e Sebastian Becker. Dipendente di Villa Van Weyden.
- Birgit Barbara Hertel (puntata 113-328, 358-500), interpretata da Michèle Marian, doppiata da Pinella Dragani.
Madre di Kolja, ex moglie di Dietmar Hertel, zia di Nina Petersen e Paula Bergmann. Ex segretaria della Falkental Porcellane.
- Marianne Becker (puntata 466-738, 789), interpretata da Heike Schroetter, doppiata da Roberta Greganti.
Madre di Simon, Sebastian e Constanze Becker, vedova di Harald Becker, cognata e fidanzata di Tobias Becker, zia di Niko Becker e di Lilly Gerlach, suocera di Luisa e Meike Becker e pro-zia di Nikki Gerlach.
- Harald Becker † (puntata 466-572, 588-590), interpretato da William Mang, doppiato da Lucio Saccone.
Marito di Marianne Becker, padre di Simon, Sebastian e Constanze Becker, fratello di Tobias Becker, zio di Niko Becker e di Lilly Gerlach, suocero di Luisa e Meike Becker e pro-zio di Nikki Gerlach. Chimico della Falkental Porcellane, inventore della Beckerite.
- Silke Mertens (puntata 1-462), interpretata da Angela Sandritter, doppiata da Beatrice Margiotti.
Madre di Lukas Mertens, fidanzata di Stefan, ex moglie di Andreas Krill.
- Andreas Krill (puntate 1-432), interpretato da Anton Nouri, doppiato da Corrado Conforti.
Ex marito di Silke Mertens, fidanzato di Olli Stahn.
- Stefan Krill (puntata 320-462), interpretato da Bernhard Reininger, doppiato da Vittorio Guerrieri.
Fidanzato di Silke Mertens, fratello di Andreas Krill.
- Elsa Susanne Ritter coniugata Landmann (puntata 334-789), interpretata da Corinna Ariadne Horn, doppiata da Perla Liberatori.
Moglie di Konrad Landmann, madre adottiva di Theo Landmann, ex moglie di Ben Petersen e sorella di Hagen Ritter. Ex segretaria della Falkental Porcellane e proprietaria del BARney's.
- Konrad Landmann (puntate 471, 501-789), interpretato da Markus Frank, doppiato da Edoardo Stoppacciaro.
Marito di Elsa Landmann, padre adottivo di Theo Landmann, figlio di Eva e zio di Erik Landmann. Guardia forestale di Falkental.
- Tom Nowak (puntata 693-789), interpretato da Armin Schlagwein, doppiato da Alessandro Quarta.
Fratello di Sophie Nowak, agente di polizia del distretto di Falkental.
- Constanze Becker (puntate 702-789), interpretata da Kaja Schmidt-Tychsen, doppiata da Chiara Gioncardi.
Figlia di Harald e Marianne Becker, sorella di Simon e Sebastian Becker, nipote di Tobias Becker, cugina di Niko Becker e Lilly Gerlach, cugino di secondo grado di Nikki Gerlach e cognata di Luisa e Meike Becker.
- Lilly Becker coniugata Gerlach (puntata 1-412), interpretata da Kaya Marie Möller, doppiata da Monica Vulcano.
Madre di Nikki, moglie di Tim Gerlach, figlia di Tobias, sorella di Niko, nipote di Harald e Marianne, cugina di Simon, Sebastian e Constanze Becker. Designer dei Magazzini Vermont.
- Niko Becker † (puntate 3-263), interpretato da Christoph Kornschober, doppiato da George Castiglia.
Figlio di Tobias Becker, fratello di Lilly Gerlach, nipote di Harald e Marianne, cugino di Simon, Sebastian e Constanze Becker, zio di Nikki, cognato di Tim Gerlach, ex fidanzato di Patrizia Gravenberg.
- Kolja Hertel (puntata 1-477, 498-500), interpretato da Nicolas Artajo, doppiato da Daniele Raffaeli.
Figlio di Dietmar e Birgit Hertel. Ex responsabile reparto design della Falkental Porcellane.
- Tim Gerlach (puntata 13-412), interpretato da Leander Modersohn, doppiato da Paolo Vivio.
Padre di Nikki, marito di Lilly Gerlach, genero di Tobias, cognato di Niko Becker. Violinista professionista.
- Elisabeth "Lizzy" Van Weyden (puntata 413-690), interpretata da Lisa Spickschen, doppiata da Joy Saltarelli.
Figlia di Richard Van Weyden, sorella di Max e Viktoria Van Weyden e di Nora Wagner, zia di Paula Bergmann, cognata di Nina Petersen, fidanzata di Robert Beltinger. Ex segretaria della Falkental Porcellane e della Becker Spedizioni.
- Meike Hansen coniugata Becker (puntata 354-733), interpretata da Birte Wentzek, doppiata da Gemma Donati.
Sorella di Ben Petersen, moglie di Sebastian Becker, cognata di Nina Petersen e di Simon, Luisa e Constanze Becker, nuora di Harald e Marianne Becker. Capo designer della Falkental Porcellane.
- Sebastian Becker (puntate 504-733), interpretato da Günter Bubbnik, doppiato da Gianfranco Miranda.
Marito di Meike Becker, figlio di Harald e Marianne Becker, fratello di Simon e Constanze Becker, nipote di Tobias Becker, cugino di Niko Becker e Lilly Gerlach e cognato di Luisa Becker. Dipendente del BARney's.
- Charlotte Vermont (puntate 69-343), interpretata da Lina Rabea Mohr, doppiata da Francesca Manicone.
Sorella di Marie Vermont. Azionista dei Magazzini Vermont.
- Erik Landmann (puntate 282-477), interpretato da Sebastian Edtbauer, doppiato da Alessio De Filippis.
Nipote di Eva e Konrad, cugino di Theo Gehrmann. Apprendista della Falkental Porcellane.
- Paula Bergmann (puntate 215-350, 369-448, 485-500, 733-789), interpretata da Nicole Mercedes Müller (puntate 215-500) e da Jennifer Breitrück (puntate 733-789), doppiata da Emanuela Ionica (puntate 215-500) e da Eva Padoan (puntate 733-789).
Figlia di Nina Petersen e Max Van Weyden, nipote di Richard, Helena, Viktoria e Lizzy Van Weyden e di Nora Wagner, pronipote di Birgit Hertel.
- Theo Gehrmann (puntate 637-789), interpretato da Marvin Jaacks (puntata 637-713) e da Bela Klentze (puntata 714-789), doppiato da Andrea Di Maggio (puntata 637-713) e da Alessio Puccio (puntata 714-789).
Figlio adottivo di Konrad ed Elsa Landmann, nipote adottivo di Eva Landmann e di Hagen Ritter e cugino di Erik Landmann.
- Jan Schönke (puntate 5-279), interpretato da Stefan Mocker, doppiato da Stefano Billi.
Fidanzato di Alexis. Ex proprietario del Cosy One.
- Jörg Schwarz † (puntate 1-2, 22-214, 233-235), interpretato da Michael Rast, doppiato da Enrico Di Troia.
Padre di Lukas Niko Mertens. Ex fidanzato di Patrizia Gravenberg e di Silke Mertens.
- Jan Delbrück (puntate 566-667, 707-708), interpretato da Olaf Rauschenbach, doppiato da Eugenio Marinelli.
Commissario di polizia radiato e carcerato, vecchia conoscenza di Sophie e Tom Nowak, ex fidanzato di Lizzy Van Weyden e complice di Annabelle Gravenberg.

### Personaggi minori
- Katharina (puntate 251-789), interpretata da ?, doppiata da ?.                                                                                                                                                                                                                                                                                                                                                          Cameriera di Villa Van Weyden.
- Tanja Redmann (puntate 47-48, 169-211, 694-713), interpretata da Meike Schlüter, doppiata da ?.                                                                                                                                                                                                                                                            Commissario di polizia.
- Markus Edelhof (puntate 82-122), interpretato da Andreas Scwartz, doppiato da ?.                                                                                                                                                                                                                                                                                                           Ex proprietario del Lanzino.
- Dr. Lonnemann (puntate 114-155), interpretato da Jürgen F. Schmid, doppiato da ?. Ginecologo di Marie Vermont.
- Dietmar Hertel (puntate 206-224), interpretato da Norbert Stöß, doppiato da ?.                                                                                                                                                                                                                                                                                                                 Ex marito di Birgit e padre di Kolja Hertel.
- Dr. Seeg (puntate 251-253, 314-339), interpretato da ?, doppiato da ?.                                                                                                                                                                                                                                                                                                           Avvocato di Nina Bergamann.
- Alexis (puntate 276-279), interpretata da Daniela Schober, doppiata da ?.                                                                                                                                                                                                                                                                                                              Fidanzata di Jan Schönke.
- Dr. Antje Kössling (puntate 284-297), interpretata da Judith Von Radetzky, doppiata da ?.                                                                                                                                                                                                                                                                                      Ginecologa di Julia Gravenberg.
- Kevin (puntate 292-340), interpretato da Niels Kurvin, doppiato da ?. Detenuto per spaccio di droga, a seguito di contatti con Erik Landmann.
- Tatjana Petersen (puntate 326-337), interpretata da Ana Kerezovic, doppiata da ?.                                                                                                                                                                                                                                                                                                            Ex moglie di Ben Petersen.
- Jane Sakamoto (puntate 345-379, 397-399), interpretata da Nela Lee, doppiata da ?.                                                                                                                                                                                                                                                                                             Assistente di Helena Bernstein.
- Katja Weber (puntate 353-361, 416, 434, 496), interpretata da Manuela Sieber, doppiata da ?.                                                                                                                                                                                                                                                                                   Complice di Annabelle Gravenberg.
- Ron Grasser (puntate 382-397), interpretato da Mathias Kahler, doppiato da ?.                                                                                                                                                                                                                                                                                                     Informatico della Falkental Porcellane ed ex fidanzato di Elsa Ritter.
- Dr. Fred Schneider (puntate 393-423), interpretato da Lorenz Christian Köhler, doppiato da ?.                                                                                                                                                                                                                                                                                      Medico curante di Max Van Weyden.
- Commissario Fuhrmann (puntate 400-420), interpretato da Patrick Bach, doppiato da ?.                                                                                                                                                                                                                                                                                   Commissario di polizia.
- Beate Krauss (puntate 430-462), interpretata da Katja Zinsmeister, doppiata da ?. Ex detenuta e compagna di cella di Viktoria Van Weyden.
- Commissario Bauer (puntate 463-497), interpretato da Ulrich Drewes, doppiato da ?. Commissario di polizia.
- Hedwig Wiegand † (puntate 486-509), interpretata da Annemone Haase, doppiata da ?. Perpetua del cimitero di Falkental.
- Jens (puntate 620-634), interpretato da Raphael Johannes Kübler, doppiato da ?. Ex fidanzato di Lizzy Van Weyden.
- Gerlinde Weidner (puntate 637-675), interpretata da Susanne Szell, doppiata da ?. Direttrice dell'orfanotrofio di Falkental.
- Thomas Grabowski (puntate 672-677), interpretato da ?, doppiato da ?. Assistente sociale dell'orfanotrofio di Falkental.
- Robert Beltinger (puntate 679-690), interpretato da Ronny Rindler, doppiato da ?. Fidanzato di Lizzy Van Weyden.

### Guest star
- Johannes Heesters (puntata 726), interpreta sé stesso ed è doppiato da ?.
Marito di Simone Rethel, idolo di Eva Landmann e di Judith Wagner; ex datore di lavoro di Ludwig Adam.
- Simone Rethel (puntata 726), interpreta sé stessa ed è doppiata da ?.
Moglie di Johannes Heesters.

## Ambientazione
Prescindendo dagli interni, ricostruiti nello Studio Babelsberg di Potsdam, le scene della soap sono puntate sul castello di Hakeburg, sfondo di Villa Gravenberg; i panorami e le riserve naturali fanno parte del parco di Petzow, lo specchio d'acqua sul quale si riflette la rimessa delle barche è il lago di Machnower. A partire dalla puntata 251, la location si sposta nel parco del castello di Sacrow, edificio identificato come Villa Van Weyden, e gli esterni in generale sono girati a Potsdam. L'azienda Falkental Porcellane (Falkental Porzellan-Manufaktur), risorsa principale di lavoro per gran parte dei personaggi, è in realtà Königliche Porzellan-Manufaktur, situata a Berlino. Il Cosy One, luogo d'incontro dei ragazzi, si chiama, invece, Bar Nou; il Manzini, ristorante di lusso italiano, fa da sfondo al Lanzino, locale preferito dall'alta società di Falkental. Anch'essi sono collocati a Berlino.

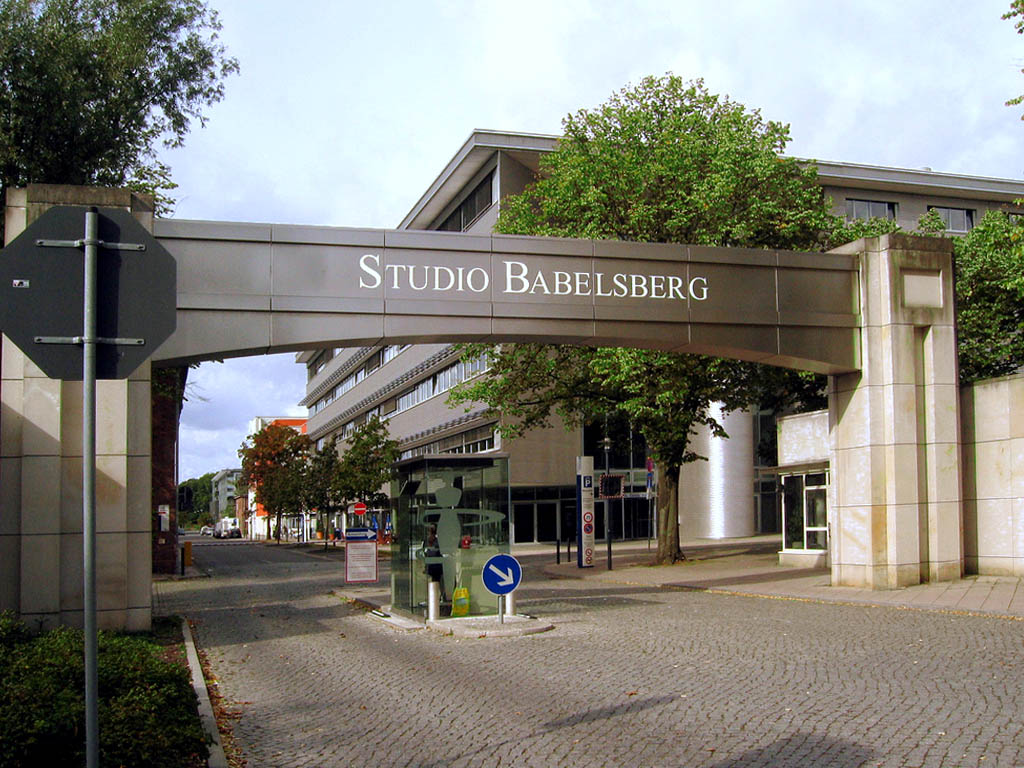
Studio Babelsberg di Potsdam.
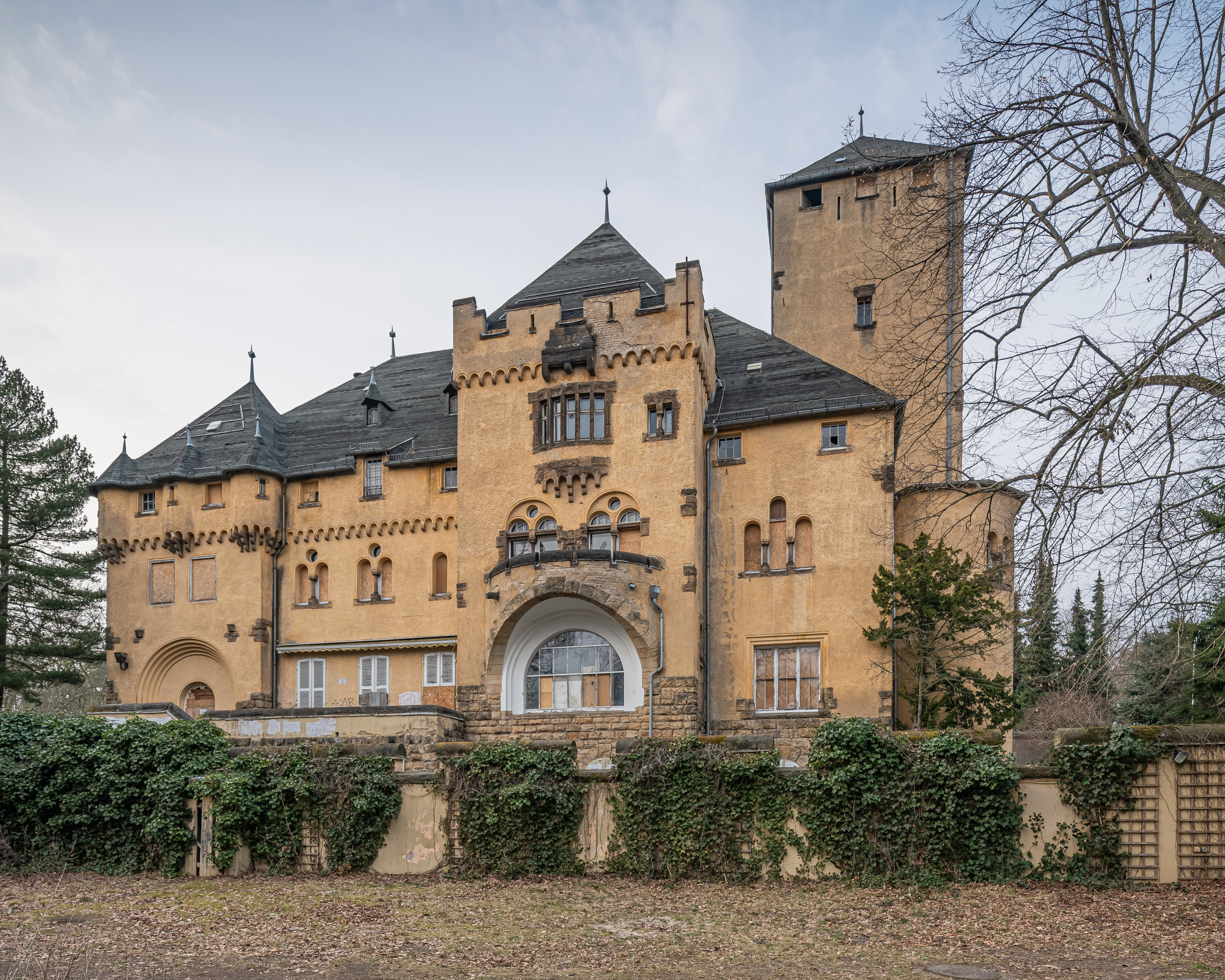
Castello di Hakeburg, location di Villa Gravenberg.
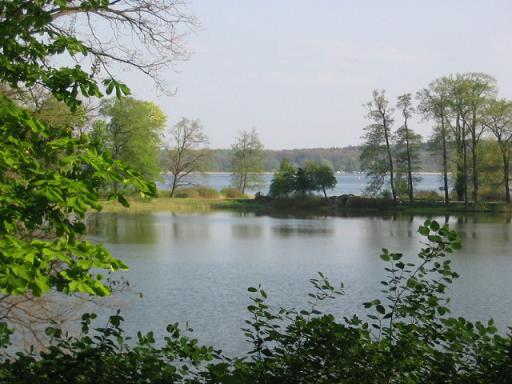
Parco di Petzow.
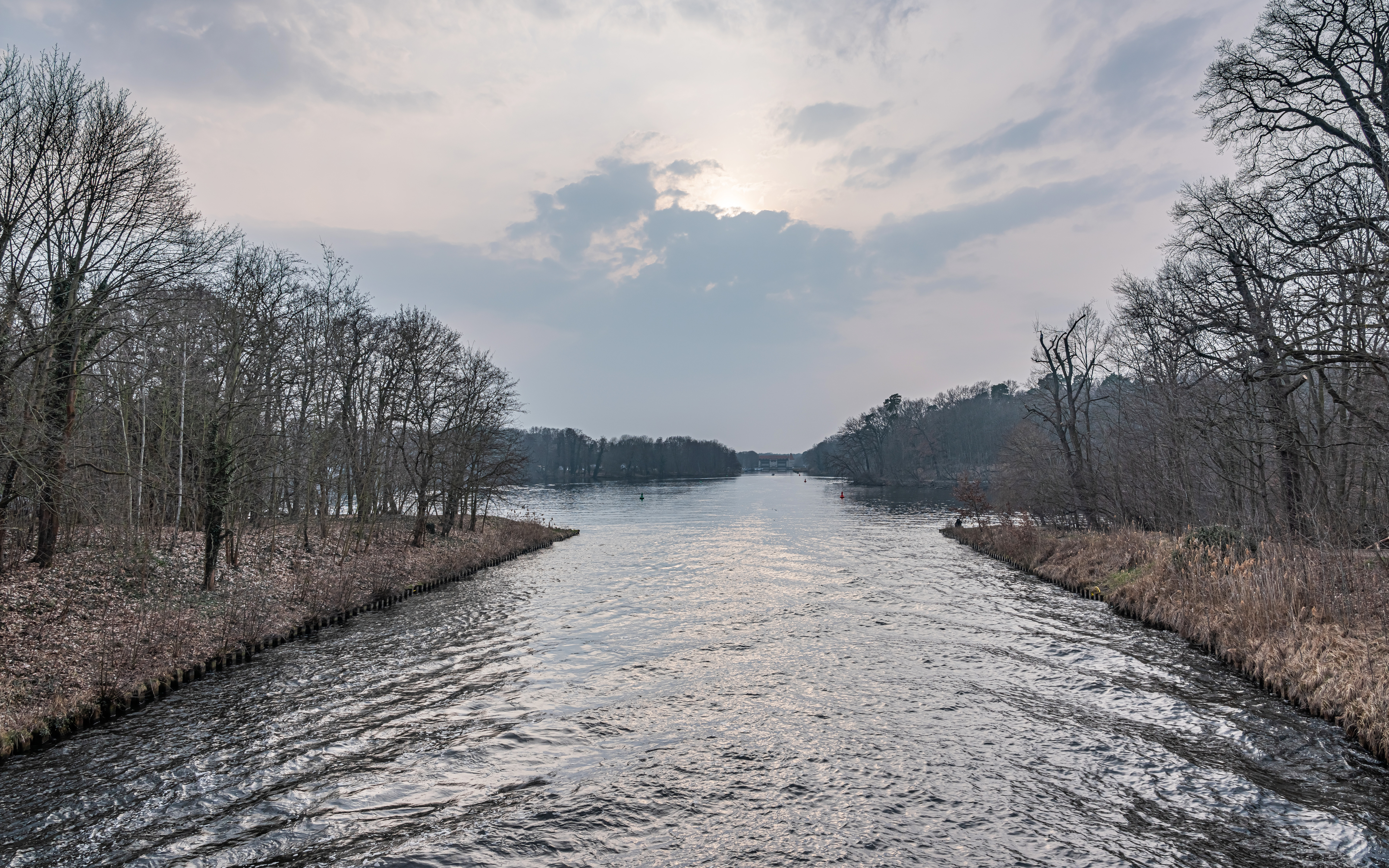
Lago di Machnower.
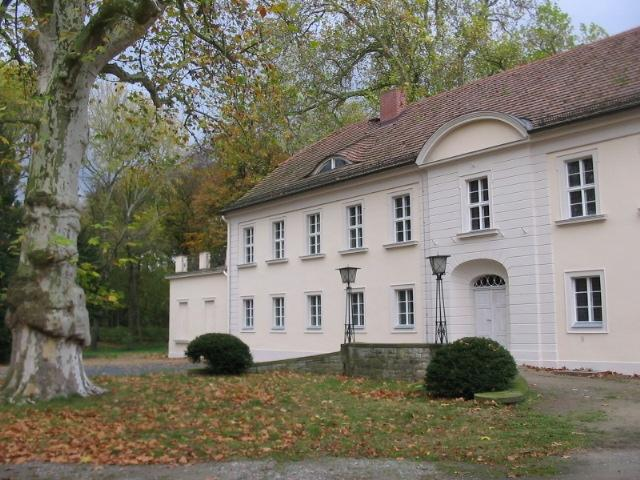
Castello di Sacrow, set di Villa Van Weyden (facciata).
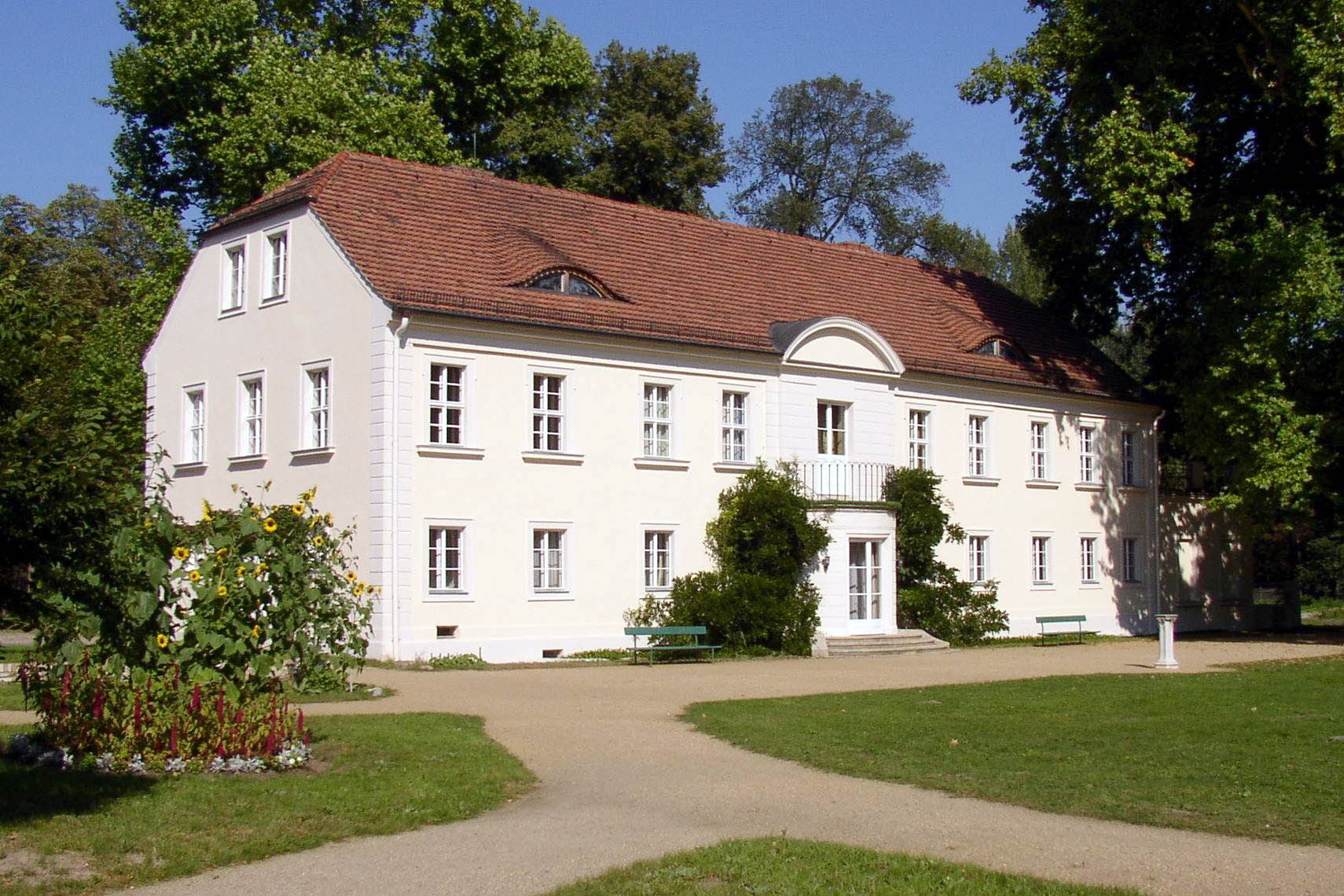
Castello di Sacrow, set di Villa Van Weyden (retro).
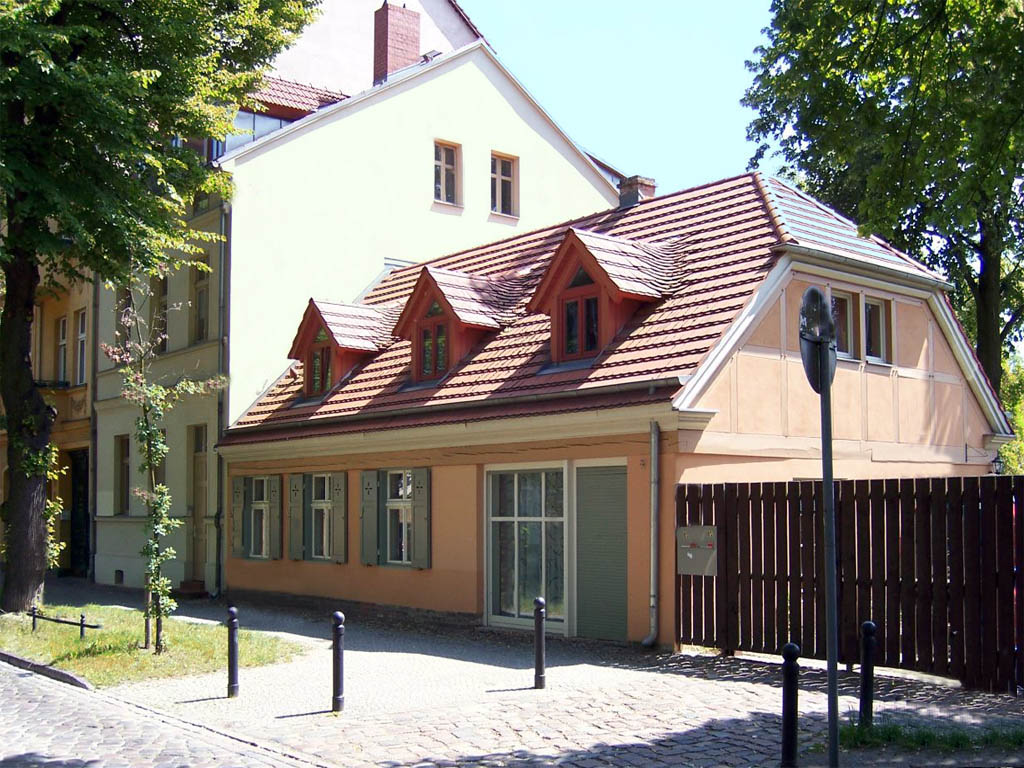
Potsdam, location di Falkental.
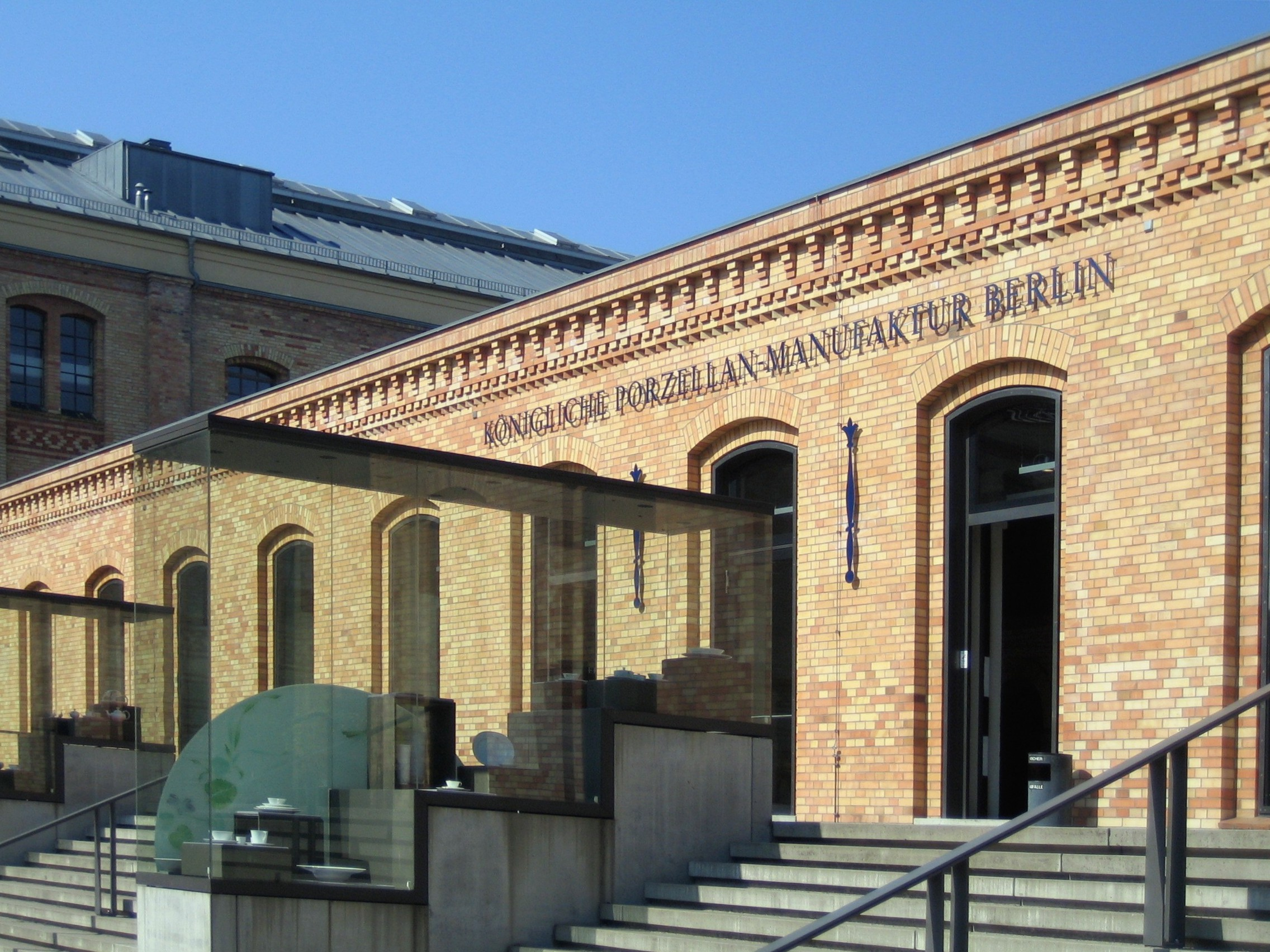
Königliche Porzellan-Manufaktur Berlin, set della Falkental Porcellane.

## DVD
In Germania per celebrare la trasmissione della 100ª puntata della serie è stata realizzata una collana di DVD con le puntate originali e dei contenuti speciali. È stato inoltre realizzato un DVD contenente le prime dodici puntate dal titolo: Julia - I più bei momenti.